# Digor
Digor – tradycyjna dyscyplina sportu, która jest powszechnie uprawiana w Bhutanie. Jej zasady są bardzo podobne do pchnięcia kulą. Razem z łucznictwem jest ona uważana za bhutański sport narodowy. 